# Rodrigo Ribeiro Souto
Rodrigo Ribeiro Souto (* 9. September 1983 in Rio de Janeiro), meist Rodrigo Souto genannt, ist ein brasilianischer Fußballspieler.
Nach einem positiven Dopingtest bei der Copa Libertadores 2008 wurde er für zwei Jahre gesperrt. Wegen Verfahrensfehlern sprach ihn der CAS 2009 frei.